# Oezj (Noord-Oekraïne)
De Oezj (Oekraïens: Уж) is een rivier in het noorden van Oekraïne. De rivier ontspringt in de oblast Zjytomyr en stroomt in noordoostelijke richting. Nabij de stad Tsjernobyl mondt de Oezj uit in de Pripjat, die iets verderop afwatert in de Dnjepr.
De Oezj heeft een lengte van 256 km. De steden Korosten en Tsjernobyl liggen aan de Oezj. 